# Phase de groupes de la Ligue Europa Conférence 2021-2022
Pour un article plus général, voir Ligue Europa Conférence 2021-2022.
Navigation
Phase finale
La phase de groupes de l'édition 2021-2022 de la Ligue Europa Conférence se déroule du 16 septembre au 9 décembre 2021. Un total de 32 équipes y prend part afin de désigner 16 des 24 participants à la phase finale.

## Format
Dans chaque groupe, chaque équipe affronte les trois autres, à domicile et à l'extérieur suivant un format « toutes rondes », pour un total de six matchs chacun. Le premier se qualifie directement pour les huitièmes de finale, le deuxième se qualifie pour les barrages de la phase à élimination directe et affronte les reversés de la Ligue Europa. La répartition des points est la suivante : 3 points pour une victoire, 1 point pour un match nul et 0 point pour une défaite.

### Critères de départage
En cas d’égalité de points de plusieurs équipes à l'issue des matches de groupe,
les critères suivants sont appliqués dans l'ordre indiqué pour établir leur
classement :
1. plus grand nombre de points obtenus dans les matches du groupe disputés entre les équipes concernées ;
2. meilleure différence de buts dans les matches du groupe disputés entre les équipes concernées ;
3. plus grand nombre de buts marqués dans les matches du groupe disputés entre les équipes concernées ;
4. si, après l’application des critères 1 à 4, plusieurs équipes sont toujours à égalité, les critères 1 à 3 sont à nouveau appliqués exclusivement aux matches entre les équipes concernées afin de déterminer leur classement final. Si cette procédure ne donne pas de résultat, les critères 6 à 12 s’appliquent ;
5. meilleure différence de buts dans tous les matches du groupe ;
6. plus grand nombre de buts marqués dans tous les matches du groupe ;
7. plus grand nombre de buts marqués à l’extérieur dans tous les matches du groupe ;
8. plus grand nombre de victoires dans tous les matches du groupe ;
9. plus grand nombre de victoires à l'extérieur dans tous les matches du groupe ;
10. total le plus faible de points disciplinaires sur la base uniquement des cartons jaunes et des cartons rouges reçus durant tous les matches du groupe (carton rouge = 3 points, carton jaune = 1 point, expulsion pour deux cartons jaunes au cours d'un match = 3 points) ;
11. meilleur coefficient de club.

Légende des classements
- Qualifié pour les huitièmes de finale
- Qualifié pour les barrages de la phase à élimination directe

Légende des résultats
- Victoire à domicile
- Match nul
- Victoire à l'extérieur

## Groupes

### Groupe A
| Rang | Équipe           | Pts | J | G | N | P | Bp | Bc | Diff |  | Résultats (▼ dom., ► ext.) |     |     |     |     |
| ---- | ---------------- | --- | - | - | - | - | -- | -- | ---- |  | -------------------------- | --- | --- | --- | --- |
| 1    | LASK             | 16  | 6 | 5 | 1 | 0 | 12 | 1  | +11  |  | LASK                       |     | 1-1 | 3-0 | 2-0 |
| 2    | Maccabi Tel-Aviv | 11  | 6 | 3 | 2 | 1 | 14 | 4  | +10  |  | Maccabi Tel-Aviv           | 0-1 |     | 3-0 | 4-1 |
| 3    | HJK Helsinki     | 6   | 6 | 2 | 0 | 4 | 5  | 15 | -10  |  | HJK Helsinki               | 0-2 | 0-5 |     | 1-0 |
| 4    | Alashkert FC     | 1   | 6 | 0 | 1 | 5 | 4  | 15 | -11  |  | Alashkert FC               | 0-3 | 1-1 | 2-4 |     |

| 1re journée                  | Maccabi Tel-Aviv                                                                             | 4 - 1   | Alashkert FC                                  | Stade Bloomfield, Tel Aviv-Jaffa            |                                             |
| 14 septembre 2021 16h30 CEST | ( Bitton) Perica 13e · ( Bitton) Kanichowsky 32e · Bitton 45+3e (pen.) · ( Perica) Hozez 72e | (3 - 1) | 17e Embalo (Bezecourt )                       | Spectateurs : 6 934 Arbitrage : Espen Eskås | Spectateurs : 6 934 Arbitrage : Espen Eskås |
| 14 septembre 2021 16h30 CEST | Guerrero 29e · Perica 77e                                                                    | Rapport | 44e Mihajlović · 45+2e Voskanyan · 60e Glišić | Spectateurs : 6 934 Arbitrage : Espen Eskås | Spectateurs : 6 934 Arbitrage : Espen Eskås |

| 1re journée                  | HJK Helsinki | 0 - 2   | LASK                                                  | Bolt Arena, Helsinki                            |                                                 |
| 16 septembre 2021 18h45 CEST |              | (0 - 1) | 17e Maresic · 89e Monschein (Horvath )                | Spectateurs : 3 612 Arbitrage : Kirill Levnikov | Spectateurs : 3 612 Arbitrage : Kirill Levnikov |
| 16 septembre 2021 18h45 CEST | Jair 80e     | Rapport | 11e Flecker · 31e Boller · 76e Horvath · 87e Potzmann | Spectateurs : 3 612 Arbitrage : Kirill Levnikov | Spectateurs : 3 612 Arbitrage : Kirill Levnikov |

| 2e journée                   | LASK                                 | 1 - 1   | Maccabi Tel-Aviv       | Wörthersee Stadion, Klagenfurt                 |                                                |
| 30 septembre 2021 18h45 CEST | Horvath 10e                          | (1 - 0) | 88e Shamir (Guerrero ) | Spectateurs : 1 000 Arbitrage : Mykola Balakin | Spectateurs : 1 000 Arbitrage : Mykola Balakin |
| 30 septembre 2021 18h45 CEST | Boller 35e · Hong 72e · Schlager 88e | Rapport | 60e Bitton · 88e Hozez | Spectateurs : 1 000 Arbitrage : Mykola Balakin | Spectateurs : 1 000 Arbitrage : Mykola Balakin |

| 2e journée                   | Alashkert FC                                 | 2 - 4   | HJK Helsinki                                                                                              | Stade Républicain Vazgen-Sargsian, Erevan      |                                                |
| 30 septembre 2021 18h45 CEST | Embaló 24e · ( Kryuchkov) Glišić 90+3e       | (1 - 1) | 8e Ri. Riski (Ro.Riski ) · 57e Valenčič (Ro.Riski ) · 63e Ro. Riski (Tenho ) · 90+4e Olusanya (Hostikka ) | Spectateurs : 2 000 Arbitrage : Horatiu Fesnic | Spectateurs : 2 000 Arbitrage : Horatiu Fesnic |
| 30 septembre 2021 18h45 CEST | Grigorian 2e, 35e · Kadio 44e · Papikyan 85e | Rapport | 58e Murillo · 65e Sparv                                                                                   | Spectateurs : 2 000 Arbitrage : Horatiu Fesnic | Spectateurs : 2 000 Arbitrage : Horatiu Fesnic |

| 3e journée                 | HJK Helsinki      | 0 - 5   | Maccabi Tel-Aviv                                                                                              | Bolt Arena, Helsinki                       |                                            |
| 21 octobre 2021 16h30 CEST |                   | (0 - 1) | 28e (Golasa ) 60e (Geraldes ) Kanichowsky · 49e (pen.) Perica · 87e (pen.) Saborit · 90+4e Shamir (Geraldes ) | Spectateurs : 4 883 Arbitrage : Pavel Orel | Spectateurs : 4 883 Arbitrage : Pavel Orel |
| 21 octobre 2021 16h30 CEST | O'Shaughnessy 88e | Rapport | 66e Piven | Spectateurs : 4 883 Arbitrage : Pavel Orel | Spectateurs : 4 883 Arbitrage : Pavel Orel |

| 3e journée                 | Alashkert FC | 0 - 3   | LASK                                                           | Stade Républicain Vazgen-Sargsian, Erevan |                                           |
| 21 octobre 2021 18h45 CEST |              | (0 - 1) | 35e Hong · 68e Goiginger (Karamoko ) · 90+2e Michorl (Gruber ) | Spectateurs : 1 500 Arbitrage : Jens Maae | Spectateurs : 1 500 Arbitrage : Jens Maae |
| 21 octobre 2021 18h45 CEST |              | Rapport | 27e Boller · 62e Potzmann                                      | Spectateurs : 1 500 Arbitrage : Jens Maae | Spectateurs : 1 500 Arbitrage : Jens Maae |

| 4e journée                | LASK                                  | 2 - 0   | Alashkert FC                  | Wörthersee Stadion, Klagenfurt                  |                                                 |
| 4 novembre 2021 18h45 CET | Nakamura 12e ( Monschein) 87e ( Hong) | (1 - 0) |                               | Spectateurs : 400 Arbitrage : Mohammed Al-Hakim | Spectateurs : 400 Arbitrage : Mohammed Al-Hakim |
| 4 novembre 2021 18h45 CET | Renner 66e                            | Rapport | 34e Grigorian · 44e Voskanyan | Spectateurs : 400 Arbitrage : Mohammed Al-Hakim | Spectateurs : 400 Arbitrage : Mohammed Al-Hakim |

| 4e journée                | Maccabi Tel-Aviv                                                     | 3 - 0   | HJK Helsinki | Stade Bloomfield, Tel Aviv-Jaffa               |                                                |
| 4 novembre 2021 18h45 CET | ( Kanichowsky) Kuwas 22e · Lingman 65e (csc) · ( Shahar) Hozez 90+3e | (1 - 0) |              | Spectateurs : 8 029 Arbitrage : Rade Obranovič | Spectateurs : 8 029 Arbitrage : Rade Obranovič |
| 4 novembre 2021 18h45 CET | Kanichowsky 48e · Hernández 90e                                      | Rapport | 30e Tenho    | Spectateurs : 8 029 Arbitrage : Rade Obranovič | Spectateurs : 8 029 Arbitrage : Rade Obranovič |

| 5e journée                 | HJK Helsinki                | 1 - 0   | Alashkert FC                                   | Bolt Arena, Helsinki                               |                                                    |
| 25 novembre 2021 18h45 CET | ( O'Shaughnessy) Tanaka 48e | (0 - 0) |                                                | Spectateurs : 4 424 Arbitrage : Bram Van Driessche | Spectateurs : 4 424 Arbitrage : Bram Van Driessche |
| 25 novembre 2021 18h45 CET | Lingman 11e · Tanaka 44e    | Rapport | 34e Milinković · 42e Kryuchkov · 61e Voskanyan | Spectateurs : 4 424 Arbitrage : Bram Van Driessche | Spectateurs : 4 424 Arbitrage : Bram Van Driessche |

| 5e journée                 | Maccabi Tel-Aviv | 0 - 1   | LASK                                          | Stade Bloomfield, Tel Aviv-Jaffa                |                                                 |
| 25 novembre 2021 21h00 CET |                  | (0 - 0) | 89e Horvath (Schmidt )                        | Spectateurs : 12 203 Arbitrage : Jérôme Brisard | Spectateurs : 12 203 Arbitrage : Jérôme Brisard |
| 25 novembre 2021 21h00 CET | Golasa 81e       | Rapport | 27e Luckeneder · 71e Wiesinger · 80e Potzmann | Spectateurs : 12 203 Arbitrage : Jérôme Brisard | Spectateurs : 12 203 Arbitrage : Jérôme Brisard |

| 6e journée                | LASK                                                       | 3 - 0   | HJK Helsinki                                   | Wörthersee Stadion, Klagenfurt         |                                        |
| 9 décembre 2021 18h45 CET | Balić 41e · ( Gruber) Nakamura 63e · ( Horvath) Gruber 81e | (1 - 0) |                                                | Spectateurs : 0 Arbitrage : Igor Pajač | Spectateurs : 0 Arbitrage : Igor Pajač |
| 9 décembre 2021 18h45 CET | Michorl 53e · Gruber 58e                                   | Rapport | 7e Halsti · 20e Tenho · 67e Kouassivi-Benissan | Spectateurs : 0 Arbitrage : Igor Pajač | Spectateurs : 0 Arbitrage : Igor Pajač |

| 6e journée                | Alashkert FC               | 1 - 1   | Maccabi Tel-Aviv | Stade Républicain Vazgen-Sargsian, Erevan |                                           |
| 9 décembre 2021 18h45 CET | ( Milinković) Boljević 78e | (0 - 0) | 90e Almog        | Spectateurs : 700 Arbitrage : Gergő Bogár | Spectateurs : 700 Arbitrage : Gergő Bogár |
| 9 décembre 2021 18h45 CET |                            | Rapport | 86e Shamir       | Spectateurs : 700 Arbitrage : Gergő Bogár | Spectateurs : 700 Arbitrage : Gergő Bogár |

### Groupe B
| Rang | Équipe                | Pts | J | G | N | P | Bp | Bc | Diff |  | Résultats (▼ dom., ► ext.) |     |     |     |     |
| ---- | --------------------- | --- | - | - | - | - | -- | -- | ---- |  | -------------------------- | --- | --- | --- | --- |
| 1    | KAA La Gantoise       | 13  | 6 | 4 | 1 | 1 | 6  | 2  | +4   |  | KAA La Gantoise            |     | 1-1 | 2-0 | 1-0 |
| 2    | Partizan Belgrade     | 8   | 6 | 2 | 2 | 2 | 6  | 4  | +2   |  | Partizan Belgrade          | 0-1 |     | 1-1 | 2-0 |
| 3    | Anórthosis Famagouste | 6   | 6 | 1 | 3 | 2 | 6  | 9  | -3   |  | Anórthosis Famagouste      | 1-0 | 0-2 |     | 2-2 |
| 4    | Flora Tallinn         | 5   | 6 | 1 | 2 | 3 | 5  | 8  | -3   |  | Flora Tallinn              | 0-1 | 1-0 | 2-2 |     |

| 1re journée                  | Flora Tallinn | 0 - 1   | KAA La Gantoise | A. Le Coq Arena, Tallinn                              |                                                       |
| 16 septembre 2021 18h45 CEST |               | (0 - 0) | 54e Lemajić     | Spectateurs : 2 666 Arbitrage : Trustin Farrugia Cann | Spectateurs : 2 666 Arbitrage : Trustin Farrugia Cann |
| 16 septembre 2021 18h45 CEST | Rapport       |         |                 | Spectateurs : 2 666 Arbitrage : Trustin Farrugia Cann | Spectateurs : 2 666 Arbitrage : Trustin Farrugia Cann |

| 1re journée                  | Anórthosis Famagouste | 0 - 2   | Partizan Belgrade     | Stade GSP, Nicosie                               |                                                  |
| 16 septembre 2021 21h00 CEST |                       | (0 - 1) | 42e Menig · 68e Gomes | Spectateurs : 5 000 Arbitrage : Peter Kjærsgaard | Spectateurs : 5 000 Arbitrage : Peter Kjærsgaard |
| 16 septembre 2021 21h00 CEST | Rapport               |         |                       | Spectateurs : 5 000 Arbitrage : Peter Kjærsgaard | Spectateurs : 5 000 Arbitrage : Peter Kjærsgaard |

| 2e journée                   | Partizan Belgrade | 2 - 0   | Flora Tallinn | Stade du Partizan, Belgrade                       |                                                   |
| 30 septembre 2021 18h45 CEST | Marković 20e 42e  | (2 - 0) |               | Spectateurs : 4 845 Arbitrage : Julian Weinberger | Spectateurs : 4 845 Arbitrage : Julian Weinberger |
| 30 septembre 2021 18h45 CEST | Rapport           |         |               | Spectateurs : 4 845 Arbitrage : Julian Weinberger | Spectateurs : 4 845 Arbitrage : Julian Weinberger |

| 2e journée                   | KAA La Gantoise             | 2 - 0   | Anórthosis Famagouste | Ghelamco Arena, Gand                         |                                              |
| 30 septembre 2021 18h45 CEST | Korrea 28e (csc) · Kums 81e | (1 - 0) |                       | Spectateurs : 10 209 Arbitrage : Filip Glova | Spectateurs : 10 209 Arbitrage : Filip Glova |
| 30 septembre 2021 18h45 CEST | Rapport                     |         |                       | Spectateurs : 10 209 Arbitrage : Filip Glova | Spectateurs : 10 209 Arbitrage : Filip Glova |

| 3e journée                 | Anórthosis Famagouste     | 2 - 2   | Flora Tallinn    | Stade GSP, Nicosie                         |                                            |
| 21 octobre 2021 18h45 CEST | Deletić 25e · Popović 28e | (2 - 1) | 38e 80e Sappinen | Spectateurs : 4 322 Arbitrage : István Vad | Spectateurs : 4 322 Arbitrage : István Vad |
| 21 octobre 2021 18h45 CEST | Rapport                   |         |                  | Spectateurs : 4 322 Arbitrage : István Vad | Spectateurs : 4 322 Arbitrage : István Vad |

| 3e journée                 | Partizan Belgrade | 0 - 1   | KAA La Gantoise | Stade du Partizan, Belgrade                  |                                              |
| 21 octobre 2021 21h00 CEST |                   | (0 - 0) | 59e Kums        | Spectateurs : 8 943 Arbitrage : Bobby Madden | Spectateurs : 8 943 Arbitrage : Bobby Madden |
| 21 octobre 2021 21h00 CEST | Rapport           |         |                 | Spectateurs : 8 943 Arbitrage : Bobby Madden | Spectateurs : 8 943 Arbitrage : Bobby Madden |

| 4e journée                | Flora Tallinn             | 2 - 2   | Anórthosis Famagouste       | A. Le Coq Arena, Tallinn                        |                                                 |
| 4 novembre 2021 16h30 CET | Sappinen 55e · Zenjov 58e | (0 - 2) | 29e Christofí · 33e Popović | Spectateurs : 2 023 Arbitrage : Kári Á Høvdanum | Spectateurs : 2 023 Arbitrage : Kári Á Høvdanum |
| 4 novembre 2021 16h30 CET | Rapport                   |         |                             | Spectateurs : 2 023 Arbitrage : Kári Á Høvdanum | Spectateurs : 2 023 Arbitrage : Kári Á Høvdanum |

| 4e journée                | KAA La Gantoise | 1 - 1   | Partizan Belgrade | Ghelamco Arena, Gand                            |                                                 |
| 4 novembre 2021 18h45 CET | Tissoudali 80e  | (0 - 0) | 66e Urošević      | Spectateurs : 10 595 Arbitrage : Chris Kavanagh | Spectateurs : 10 595 Arbitrage : Chris Kavanagh |
| 4 novembre 2021 18h45 CET | Rapport         |         |                   | Spectateurs : 10 595 Arbitrage : Chris Kavanagh | Spectateurs : 10 595 Arbitrage : Chris Kavanagh |

| 5e journée                 | Flora Tallinn | 1 - 0   | Partizan Belgrade | A. Le Coq Arena, Tallinn                   |                                            |
| 25 novembre 2021 16h30 CET | Miller 44e    | (1 - 0) |                   | Spectateurs : 1 503 Arbitrage : Rob Harvey | Spectateurs : 1 503 Arbitrage : Rob Harvey |
| 25 novembre 2021 16h30 CET | Rapport       |         |                   | Spectateurs : 1 503 Arbitrage : Rob Harvey | Spectateurs : 1 503 Arbitrage : Rob Harvey |

| 5e journée                 | Anórthosis Famagouste  | 1 - 0   | KAA La Gantoise | Stade GSP, Nicosie                           |                                              |
| 25 novembre 2021 21h00 CET | Christodoulópoulos 27e | (1 - 0) |                 | Spectateurs : 2 573 Arbitrage : Urs Schnyder | Spectateurs : 2 573 Arbitrage : Urs Schnyder |
| 25 novembre 2021 21h00 CET | Rapport                |         |                 | Spectateurs : 2 573 Arbitrage : Urs Schnyder | Spectateurs : 2 573 Arbitrage : Urs Schnyder |

| 6e journée                | Partizan Belgrade | 1 - 1   | Anórthosis Famagouste         | Stade du Partizan, Belgrade                       |                                                   |
| 9 décembre 2021 18h45 CET | Milovanović 20e   | (1 - 1) | 33e (pen.) Christodoulópoulos | Spectateurs : 4 493 Arbitrage : Giorgi Kruashvili | Spectateurs : 4 493 Arbitrage : Giorgi Kruashvili |
| 9 décembre 2021 18h45 CET | Rapport           |         |                               | Spectateurs : 4 493 Arbitrage : Giorgi Kruashvili | Spectateurs : 4 493 Arbitrage : Giorgi Kruashvili |

| 6e journée                | KAA La Gantoise | 1 - 0   | Flora Tallinn | Ghelamco Arena, Gand                           |                                                |
| 9 décembre 2021 18h45 CET | Bruno 51e       | (0 - 0) |               | Spectateurs : 7 421 Arbitrage : Kaspar Sjöberg | Spectateurs : 7 421 Arbitrage : Kaspar Sjöberg |
| 9 décembre 2021 18h45 CET | Rapport         |         |               | Spectateurs : 7 421 Arbitrage : Kaspar Sjöberg | Spectateurs : 7 421 Arbitrage : Kaspar Sjöberg |

### Groupe C
| Rang | Équipe         | Pts | J | G | N | P | Bp | Bc | Diff |  | Résultats (▼ dom., ► ext.) |     |     |     |     |
| ---- | -------------- | --- | - | - | - | - | -- | -- | ---- |  | -------------------------- | --- | --- | --- | --- |
| 1    | AS Rome        | 13  | 6 | 4 | 1 | 1 | 18 | 11 | +7   |  | AS Rome                    |     | 2-2 | 4-0 | 5-1 |
| 2    | FK Bodø/Glimt  | 12  | 6 | 3 | 3 | 0 | 14 | 5  | +9   |  | FK Bodø/Glimt              | 6-1 |     | 3-1 | 2-0 |
| 3    | Zorya Louhansk | 7   | 6 | 2 | 1 | 3 | 5  | 11 | -6   |  | Zorya Louhansk             | 0-3 | 1-1 |     | 2-0 |
| 4    | CSKA Sofia     | 1   | 6 | 0 | 1 | 5 | 3  | 13 | -10  |  | CSKA Sofia                 | 2-3 | 0-0 | 0-1 |     |

| 1re journée                  | FK Bodø/Glimt                                | 3 - 1   | Zorya Louhansk | Aspmyra Stadion, Bodø                         |                                               |
| 16 septembre 2021 21h00 CEST | Saltnes 48e · Solbakken 49e · Pellegrino 60e | (0 - 0) | 90+1e Hromov   | Spectateurs : 2 703 Arbitrage : Dennis Higler | Spectateurs : 2 703 Arbitrage : Dennis Higler |
| 16 septembre 2021 21h00 CEST | Rapport                                      |         |                | Spectateurs : 2 703 Arbitrage : Dennis Higler | Spectateurs : 2 703 Arbitrage : Dennis Higler |

| 1re journée                  | AS Rome                                                          | 5 - 1   | CSKA Sofia | Stade olympique de Rome, Rome                 |                                               |
| 16 septembre 2021 21h00 CEST | Pellegrini 25e 62e · El Shaarawy 38e · Mancini 82e · Abraham 84e | (2 - 1) | 10e Carey  | Spectateurs : 29 876 Arbitrage : Glenn Nyberg | Spectateurs : 29 876 Arbitrage : Glenn Nyberg |
| 16 septembre 2021 21h00 CEST | Rapport                                                          |         |            | Spectateurs : 29 876 Arbitrage : Glenn Nyberg | Spectateurs : 29 876 Arbitrage : Glenn Nyberg |

| 2e journée                   | CSKA Sofia | 0 - 0   | FK Bodø/Glimt | Stade national Vassil-Levski, Sofia                   |                                                       |
| 30 septembre 2021 18h45 CEST |            | (0 - 0) |               | Spectateurs : 7 291 Arbitrage : Aleksandrs Anufrijevs | Spectateurs : 7 291 Arbitrage : Aleksandrs Anufrijevs |
| 30 septembre 2021 18h45 CEST | Rapport    |         |               | Spectateurs : 7 291 Arbitrage : Aleksandrs Anufrijevs | Spectateurs : 7 291 Arbitrage : Aleksandrs Anufrijevs |

| 2e journée                   | Zorya Louhansk | 0 - 3   | AS Rome                                     | Slavutych-Arena, Zaporijjia                  |                                              |
| 30 septembre 2021 18h45 CEST |                | (0 - 1) | 7e El Shaarawy · 66e Smalling · 68e Abraham | Spectateurs : 7 622 Arbitrage : Luís Godinho | Spectateurs : 7 622 Arbitrage : Luís Godinho |
| 30 septembre 2021 18h45 CEST | Rapport        |         |                                             | Spectateurs : 7 622 Arbitrage : Luís Godinho | Spectateurs : 7 622 Arbitrage : Luís Godinho |

| 3e journée                 | FK Bodø/Glimt                                                  | 6 - 1   | AS Rome   | Aspmyra Stadion, Bodø                         |                                               |
| 21 octobre 2021 18h45 CEST | Botheim 8e 52e · Berg 20e · Solbakken 71e 80e · Pellegrino 78e | (2 - 1) | 28e Pérez | Spectateurs : 5 652 Arbitrage : Ali Palabıyık | Spectateurs : 5 652 Arbitrage : Ali Palabıyık |
| 21 octobre 2021 18h45 CEST | Rapport                                                        |         |           | Spectateurs : 5 652 Arbitrage : Ali Palabıyık | Spectateurs : 5 652 Arbitrage : Ali Palabıyık |

| 3e journée                 | CSKA Sofia | 0 - 1   | Zorya Louhansk   | Stade national Vassil-Levski, Sofia                   |                                                       |
| 21 octobre 2021 21h00 CEST |            | (0 - 0) | 65e Sayyadmanesh | Spectateurs : 3 158 Arbitrage : Manuel Schüttengruber | Spectateurs : 3 158 Arbitrage : Manuel Schüttengruber |
| 21 octobre 2021 21h00 CEST | Rapport    |         |                  | Spectateurs : 3 158 Arbitrage : Manuel Schüttengruber | Spectateurs : 3 158 Arbitrage : Manuel Schüttengruber |

| 4e journée                | Zorya Louhansk                  | 2 - 0   | CSKA Sofia | Slavutych-Arena, Zaporijjia                    |                                                |
| 4 novembre 2021 18h45 CET | Zahedi 87e · Sayyadmanesh 90+5e | (0 - 0) |            | Spectateurs : 1 122 Arbitrage : Pitri Viljanen | Spectateurs : 1 122 Arbitrage : Pitri Viljanen |
| 4 novembre 2021 18h45 CET | Rapport                         |         |            | Spectateurs : 1 122 Arbitrage : Pitri Viljanen | Spectateurs : 1 122 Arbitrage : Pitri Viljanen |

| 4e journée                | AS Rome                      | 2 - 2   | FK Bodø/Glimt                 | Stade olympique de Rome, Rome                          |                                                        |
| 4 novembre 2021 21h00 CET | El Shaarawy 54e · Ibañez 84e | (0 - 1) | 45+1e Solbakken · 65e Botheim | Spectateurs : 41 031 Arbitrage : Anastasios Papapetrou | Spectateurs : 41 031 Arbitrage : Anastasios Papapetrou |
| 4 novembre 2021 21h00 CET | Rapport                      |         |                               | Spectateurs : 41 031 Arbitrage : Anastasios Papapetrou | Spectateurs : 41 031 Arbitrage : Anastasios Papapetrou |

| 5e journée                 | AS Rome                                   | 4 - 0   | Zorya Louhansk | Stade olympique de Rome, Rome                  |                                                |
| 25 novembre 2021 21h00 CET | Pérez 15e · Zaniolo 33e · Abraham 46e 75e | (2 - 0) |                | Spectateurs : 24 000 Arbitrage : István Kovács | Spectateurs : 24 000 Arbitrage : István Kovács |
| 25 novembre 2021 21h00 CET | Rapport                                   |         |                | Spectateurs : 24 000 Arbitrage : István Kovács | Spectateurs : 24 000 Arbitrage : István Kovács |

| 5e journée                 | FK Bodø/Glimt         | 2 - 0   | CSKA Sofia | Aspmyra Stadion, Bodø                      |                                            |
| 25 novembre 2021 21h00 CET | Fet 25e · Botheim 85e | (1 - 0) |            | Spectateurs : 5 339 Arbitrage : Yigal Frid | Spectateurs : 5 339 Arbitrage : Yigal Frid |
| 25 novembre 2021 21h00 CET | Rapport               |         |            | Spectateurs : 5 339 Arbitrage : Yigal Frid | Spectateurs : 5 339 Arbitrage : Yigal Frid |

| 6e journée                | CSKA Sofia                      | 2 - 3   | AS Rome                       | Stade national Vassil-Levski, Sofia            |                                                |
| 9 décembre 2021 18h45 CET | Čataković 75e · Wildschut 90+3e | (0 - 2) | 15e 53e Abraham · 34e Mayoral | Spectateurs : 4 640 Arbitrage : Nicholas Walsh | Spectateurs : 4 640 Arbitrage : Nicholas Walsh |
| 9 décembre 2021 18h45 CET | Rapport                         |         |                               | Spectateurs : 4 640 Arbitrage : Nicholas Walsh | Spectateurs : 4 640 Arbitrage : Nicholas Walsh |

| 6e journée                | Zorya Louhansk | 1 - 1   | FK Bodø/Glimt      | Slavutych-Arena, Zaporijjia                       |                                                   |
| 9 décembre 2021 18h45 CET | Nazaryna 18e   | (1 - 0) | 68e (csc) Vernydub | Spectateurs : 1 134 Arbitrage : Krzysztof Jakubik | Spectateurs : 1 134 Arbitrage : Krzysztof Jakubik |
| 9 décembre 2021 18h45 CET | Rapport        |         |                    | Spectateurs : 1 134 Arbitrage : Krzysztof Jakubik | Spectateurs : 1 134 Arbitrage : Krzysztof Jakubik |

### Groupe D
| Rang | Équipe      | Pts | J | G | N | P | Bp | Bc | Diff |  | Résultats (▼ dom., ► ext.) |     |     |     |     |
| ---- | ----------- | --- | - | - | - | - | -- | -- | ---- |  | -------------------------- | --- | --- | --- | --- |
| 1    | AZ Alkmaar  | 14  | 6 | 4 | 2 | 0 | 8  | 3  | +5   |  | AZ Alkmaar                 |     | 1-0 | 1-0 | 2-0 |
| 2    | Randers FC  | 7   | 6 | 1 | 4 | 1 | 9  | 9  | 0    |  | Randers FC                 | 2-2 |     | 2-2 | 2-1 |
| 3    | FK Jablonec | 6   | 6 | 1 | 3 | 2 | 6  | 8  | -2   |  | FK Jablonec                | 1-1 | 2-2 |     | 1-0 |
| 4    | CFR Cluj    | 4   | 6 | 1 | 1 | 4 | 4  | 7  | -3   |  | CFR Cluj                   | 0-1 | 1-1 | 2-0 |     |

| 1re journée                  | FK Jablonec      | 1 - 0   | CFR Cluj | Stadion Střelnice, Jablonec nad Nisou       |                                             |
| 16 septembre 2021 21h00 CEST | Pilař 51e (pen.) | (0 - 0) |          | Spectateurs : 2 470 Arbitrage : Enea Jorgji | Spectateurs : 2 470 Arbitrage : Enea Jorgji |
| 16 septembre 2021 21h00 CEST | Rapport          |         |          | Spectateurs : 2 470 Arbitrage : Enea Jorgji | Spectateurs : 2 470 Arbitrage : Enea Jorgji |

| 1re journée                  | Randers FC                 | 2 - 2   | AZ Alkmaar                | Cepheus Park Randers, Randers                |                                              |
| 16 septembre 2021 21h00 CEST | Piesinger 27e · Graves 68e | (1 - 2) | 24e Clasie · 34e Pavlídis | Spectateurs : 3 365 Arbitrage : Duke Strukan | Spectateurs : 3 365 Arbitrage : Duke Strukan |
| 16 septembre 2021 21h00 CEST | Rapport                    |         |                           | Spectateurs : 3 365 Arbitrage : Duke Strukan | Spectateurs : 3 365 Arbitrage : Duke Strukan |

| 2e journée                   | AZ Alkmaar      | 1 - 0   | FK Jablonec | AFAS Stadion, Alkmaar                          |                                                |
| 30 septembre 2021 18h45 CEST | Guðmundsson 53e | (0 - 0) |             | Spectateurs : 9 071 Arbitrage : Rade Obrenovič | Spectateurs : 9 071 Arbitrage : Rade Obrenovič |
| 30 septembre 2021 18h45 CEST | Rapport         |         |             | Spectateurs : 9 071 Arbitrage : Rade Obrenovič | Spectateurs : 9 071 Arbitrage : Rade Obrenovič |

| 2e journée                   | CFR Cluj    | 1 - 1   | Randers FC | Stade Docteur-Constantin-Rădulescu, Cluj-Napoca |                                              |
| 30 septembre 2021 18h45 CEST | Petrila 68e | (0 - 1) | 41e Kamara | Spectateurs : 3 825 Arbitrage : Davide Massa    | Spectateurs : 3 825 Arbitrage : Davide Massa |
| 30 septembre 2021 18h45 CEST | Rapport     |         |            | Spectateurs : 3 825 Arbitrage : Davide Massa    | Spectateurs : 3 825 Arbitrage : Davide Massa |

| 3e journée                 | FK Jablonec      | 2 - 2   | Randers FC          | Stadion Střelnice, Jablonec nad Nisou          |                                                |
| 21 octobre 2021 21h00 CEST | Čvančara 35e 53e | (1 - 1) | 36e 90e (pen.) Odey | Spectateurs : 3 678 Arbitrage : Aliyar Aghayev | Spectateurs : 3 678 Arbitrage : Aliyar Aghayev |
| 21 octobre 2021 21h00 CEST | Rapport          |         |                     | Spectateurs : 3 678 Arbitrage : Aliyar Aghayev | Spectateurs : 3 678 Arbitrage : Aliyar Aghayev |

| 3e journée                 | CFR Cluj | 0 - 1   | AZ Alkmaar   | Stade Docteur-Constantin-Rădulescu, Cluj-Napoca |                                               |
| 21 octobre 2021 21h00 CEST |          | (0 - 1) | 18e Karlsson | Spectateurs : 3 628 Arbitrage : Halis Özkahya   | Spectateurs : 3 628 Arbitrage : Halis Özkahya |
| 21 octobre 2021 21h00 CEST | Rapport  |         |              | Spectateurs : 3 628 Arbitrage : Halis Özkahya   | Spectateurs : 3 628 Arbitrage : Halis Özkahya |

| 4e journée                | AZ Alkmaar                    | 2 - 0   | CFR Cluj | AFAS Stadion, Alkmaar                          |                                                |
| 4 novembre 2021 18h45 CET | Guðmundsson 5e · Pavlídis 86e | (1 - 0) |          | Spectateurs : 10 554 Arbitrage : Alain Durieux | Spectateurs : 10 554 Arbitrage : Alain Durieux |
| 4 novembre 2021 18h45 CET | Rapport                       |         |          | Spectateurs : 10 554 Arbitrage : Alain Durieux | Spectateurs : 10 554 Arbitrage : Alain Durieux |

| 4e journée                | Randers FC                                  | 2 - 2   | FK Jablonec                   | Cepheus Park Randers, Randers                 |                                               |
| 4 novembre 2021 18h45 CET | Hammershøy-Mistrati 46e · Kubista 53e (csc) | (0 - 0) | 73e Čvančara · 83e Kratochvíl | Spectateurs : 4 071 Arbitrage : Orel Grinfeld | Spectateurs : 4 071 Arbitrage : Orel Grinfeld |
| 4 novembre 2021 18h45 CET | Rapport                                     |         |                               | Spectateurs : 4 071 Arbitrage : Orel Grinfeld | Spectateurs : 4 071 Arbitrage : Orel Grinfeld |

| 5e journée                 | FK Jablonec   | 1 - 1   | AZ Alkmaar | Stadion Střelnice, Jablonec nad Nisou                 |                                                       |
| 25 novembre 2021 21h00 CET | Kratochvíl 7e | (1 - 1) | 44e Evjen  | Spectateurs : 2 650 Arbitrage : Manuel Schüttengruber | Spectateurs : 2 650 Arbitrage : Manuel Schüttengruber |
| 25 novembre 2021 21h00 CET | Rapport       |         |            | Spectateurs : 2 650 Arbitrage : Manuel Schüttengruber | Spectateurs : 2 650 Arbitrage : Manuel Schüttengruber |

| 5e journée                 | Randers FC                 | 2 - 1   | CFR Cluj | Cepheus Park Randers, Randers                    |                                                  |
| 25 novembre 2021 21h00 CET | Kamara 68e · Piesinger 76e | (0 - 0) | 72e Deac | Spectateurs : 4 309 Arbitrage : Donald Robertson | Spectateurs : 4 309 Arbitrage : Donald Robertson |
| 25 novembre 2021 21h00 CET | Rapport                    |         |          | Spectateurs : 4 309 Arbitrage : Donald Robertson | Spectateurs : 4 309 Arbitrage : Donald Robertson |

| 6e journée                | AZ Alkmaar  | 1 - 0   | Randers FC | AFAS Stadion, Alkmaar                             |                                                   |
| 9 décembre 2021 18h45 CET | Oosting 87e | (0 - 0) |            | Spectateurs : 0 Arbitrage : Trustin Farrugia Cann | Spectateurs : 0 Arbitrage : Trustin Farrugia Cann |
| 9 décembre 2021 18h45 CET | Rapport     |         |            | Spectateurs : 0 Arbitrage : Trustin Farrugia Cann | Spectateurs : 0 Arbitrage : Trustin Farrugia Cann |

| 6e journée                | CFR Cluj         | 2 - 0   | FK Jablonec | Stade Docteur-Constantin-Rădulescu, Cluj-Napoca |                                             |
| 9 décembre 2021 18h45 CET | Debeljuh 45e 82e | (1 - 0) |             | Spectateurs : 2 400 Arbitrage : Harm Osmers     | Spectateurs : 2 400 Arbitrage : Harm Osmers |
| 9 décembre 2021 18h45 CET | Rapport          |         |             | Spectateurs : 2 400 Arbitrage : Harm Osmers     | Spectateurs : 2 400 Arbitrage : Harm Osmers |

### Groupe E
| Rang | Équipe              | Pts | J | G | N | P | Bp | Bc | Diff |  | Résultats (▼ dom., ► ext.) |     |     |     |     |
| ---- | ------------------- | --- | - | - | - | - | -- | -- | ---- |  | -------------------------- | --- | --- | --- | --- |
| 1    | Feyenoord Rotterdam | 14  | 6 | 4 | 2 | 0 | 11 | 6  | +5   |  | Feyenoord Rotterdam        |     | 2-1 | 3-1 | 2-1 |
| 2    | Slavia Prague       | 8   | 6 | 2 | 2 | 2 | 8  | 7  | +1   |  | Slavia Prague              | 2-2 |     | 3-1 | 1-0 |
| 3    | Union Berlin        | 7   | 6 | 2 | 1 | 3 | 8  | 9  | -1   |  | Union Berlin               | 1-2 | 1-1 |     | 3-0 |
| 4    | Maccabi Haïfa       | 4   | 6 | 1 | 1 | 4 | 2  | 7  | -5   |  | Maccabi Haïfa              | 0-0 | 1-0 | 0-1 |     |

| 1re journée                  | Maccabi Haïfa | 0 - 0   | Feyenoord Rotterdam | Stade Sammy-Ofer, Haïfa                        |                                                |
| 14 septembre 2021 16h30 CEST |               | (0 - 0) |                     | Spectateurs : 15 850 Arbitrage : Fabio Maresca | Spectateurs : 15 850 Arbitrage : Fabio Maresca |
| 14 septembre 2021 16h30 CEST | Rapport       |         |                     | Spectateurs : 15 850 Arbitrage : Fabio Maresca | Spectateurs : 15 850 Arbitrage : Fabio Maresca |

| 1re journée                  | Slavia Prague                      | 3 - 1   | Union Berlin | Eden Aréna, Prague                               |                                                  |
| 16 septembre 2021 18h45 CEST | Bah 18e · Kuchta 84e · Schranz 88e | (1 - 0) | 70e Behrens  | Spectateurs : 15 286 Arbitrage : Fábio Veríssimo | Spectateurs : 15 286 Arbitrage : Fábio Veríssimo |
| 16 septembre 2021 18h45 CEST | Rapport                            |         |              | Spectateurs : 15 286 Arbitrage : Fábio Veríssimo | Spectateurs : 15 286 Arbitrage : Fábio Veríssimo |

| 2e journée                   | Feyenoord Rotterdam     | 2 - 1   | Slavia Prague | Stade Feijenoord, Rotterdam                    |                                                |
| 30 septembre 2021 21h00 CEST | Kökçü 14e · Linssen 24e | (2 - 0) | 63e Holeš     | Spectateurs : 38 505 Arbitrage : Radu Petrescu | Spectateurs : 38 505 Arbitrage : Radu Petrescu |
| 30 septembre 2021 21h00 CEST | Rapport                 |         |               | Spectateurs : 38 505 Arbitrage : Radu Petrescu | Spectateurs : 38 505 Arbitrage : Radu Petrescu |

| 2e journée                   | Union Berlin                               | 3 - 0   | Maccabi Haïfa | Stade olympique, Berlin                     |                                             |
| 30 septembre 2021 21h00 CEST | Voglsammer 33e · Behrens 48e · Awoniyi 76e | (1 - 0) |               | Spectateurs : 23 342 Arbitrage : Nick Walsh | Spectateurs : 23 342 Arbitrage : Nick Walsh |
| 30 septembre 2021 21h00 CEST | Rapport                                    |         |               | Spectateurs : 23 342 Arbitrage : Nick Walsh | Spectateurs : 23 342 Arbitrage : Nick Walsh |

| 3e journée                 | Maccabi Haïfa | 1 - 0   | Slavia Prague | Stade Sammy-Ofer, Haïfa                      |                                              |
| 21 octobre 2021 18h45 CEST | Donyoh 24e    | (1 - 0) |               | Spectateurs : 10 000 Arbitrage : Ádám Farkas | Spectateurs : 10 000 Arbitrage : Ádám Farkas |
| 21 octobre 2021 18h45 CEST | Rapport       |         |               | Spectateurs : 10 000 Arbitrage : Ádám Farkas | Spectateurs : 10 000 Arbitrage : Ádám Farkas |

| 3e journée                 | Feyenoord Rotterdam                            | 3 - 1   | Union Berlin | Stade Feijenoord, Rotterdam                        |                                                    |
| 21 octobre 2021 18h45 CEST | Jahanbakhsh 11e · Linssen 29e · Sinisterra 76e | (2 - 1) | 35e Awoniyi  | Spectateurs : 36 100 Arbitrage : Giorgi Kruashvili | Spectateurs : 36 100 Arbitrage : Giorgi Kruashvili |
| 21 octobre 2021 18h45 CEST | Rapport                                        |         |              | Spectateurs : 36 100 Arbitrage : Giorgi Kruashvili | Spectateurs : 36 100 Arbitrage : Giorgi Kruashvili |

| 4e journée                | Slavia Prague | 1 - 0   | Maccabi Haïfa | Eden Aréna, Prague                              |                                                 |
| 4 novembre 2021 21h00 CET | Kuchta 49e    | (0 - 0) |               | Spectateurs : 13 646 Arbitrage : Kai Erik Steen | Spectateurs : 13 646 Arbitrage : Kai Erik Steen |
| 4 novembre 2021 21h00 CET | Rapport       |         |               | Spectateurs : 13 646 Arbitrage : Kai Erik Steen | Spectateurs : 13 646 Arbitrage : Kai Erik Steen |

| 4e journée                | Union Berlin | 1 - 2   | Feyenoord Rotterdam          | Stade olympique, Berlin                           |                                                   |
| 4 novembre 2021 21h00 CET | Trimmel 41e  | (1 - 1) | 15e Sinisterra · 72e Dessers | Spectateurs : 30 000 Arbitrage : Daniel Stefanski | Spectateurs : 30 000 Arbitrage : Daniel Stefanski |
| 4 novembre 2021 21h00 CET | Rapport      |         |                              | Spectateurs : 30 000 Arbitrage : Daniel Stefanski | Spectateurs : 30 000 Arbitrage : Daniel Stefanski |

| 5e journée                 | Maccabi Haïfa | 0 - 1   | Union Berlin | Stade Sammy-Ofer, Haïfa                        |                                                |
| 25 novembre 2021 18h45 CET |               | (0 - 0) | 66e Ryerson  | Spectateurs : 22 150 Arbitrage : Michal Očenáš | Spectateurs : 22 150 Arbitrage : Michal Očenáš |
| 25 novembre 2021 18h45 CET | Rapport       |         |              | Spectateurs : 22 150 Arbitrage : Michal Očenáš | Spectateurs : 22 150 Arbitrage : Michal Očenáš |

| 5e journée                 | Slavia Prague             | 2 - 2   | Feyenoord Rotterdam | Eden Aréna, Prague                                  |                                                     |
| 25 novembre 2021 18h45 CET | Olayinka 12e · Kuchta 66e | (1 - 1) | 31e 90+3e Dessers   | Spectateurs : 14 562 Arbitrage : Mattias Gestranius | Spectateurs : 14 562 Arbitrage : Mattias Gestranius |
| 25 novembre 2021 18h45 CET | Rapport                   |         |                     | Spectateurs : 14 562 Arbitrage : Mattias Gestranius | Spectateurs : 14 562 Arbitrage : Mattias Gestranius |

| 6e journée                | Feyenoord Rotterdam      | 2 - 1   | Maccabi Haïfa | Stade Feijenoord, Rotterdam                |                                            |
| 9 décembre 2021 21h00 CET | Dessers 38e · Nelson 65e | (1 - 0) | 90+1e David   | Spectateurs : 0 Arbitrage : Mykola Balakin | Spectateurs : 0 Arbitrage : Mykola Balakin |
| 9 décembre 2021 21h00 CET | Rapport                  |         |               | Spectateurs : 0 Arbitrage : Mykola Balakin | Spectateurs : 0 Arbitrage : Mykola Balakin |

| 6e journée                | Union Berlin | 1 - 1   | Slavia Prague | Stade olympique, Berlin                        |                                                |
| 9 décembre 2021 21h00 CET | Kruse 64e    | (0 - 0) | 50e Schranz   | Spectateurs : 4 380 Arbitrage : Rade Obrenović | Spectateurs : 4 380 Arbitrage : Rade Obrenović |
| 9 décembre 2021 21h00 CET | Rapport      |         |               | Spectateurs : 4 380 Arbitrage : Rade Obrenović | Spectateurs : 4 380 Arbitrage : Rade Obrenović |

### Groupe F
| Rang | Équipe            | Pts | J | G | N | P | Bp | Bc | Diff |  | Résultats (▼ dom., ► ext.) |     |     |     |     |
| ---- | ----------------- | --- | - | - | - | - | -- | -- | ---- |  | -------------------------- | --- | --- | --- | --- |
| 1    | FC Copenhague     | 15  | 6 | 5 | 0 | 1 | 15 | 5  | +10  |  | FC Copenhague              |     | 1-2 | 2-0 | 3-1 |
| 2    | PAOK Salonique    | 11  | 6 | 3 | 2 | 1 | 7  | 4  | +3   |  | PAOK Salonique             | 1-2 |     | 1-1 | 2-0 |
| 3    | Slovan Bratislava | 8   | 6 | 2 | 2 | 2 | 8  | 7  | +1   |  | Slovan Bratislava          | 1-3 | 0-0 |     | 2-0 |
| 4    | Lincoln Red Imps  | 0   | 6 | 0 | 0 | 6 | 2  | 16 | -14  |  | Lincoln Red Imps           | 1-4 | 0-2 | 0-4 |     |

| 1re journée                  | Slovan Bratislava | 1 - 3   | FC Copenhague                   | Tehelné pole, Bratislava                       |                                                |
| 16 septembre 2021 18h45 CEST | Henty 21e         | (1 - 2) | 18e 68e (pen.) Wind · 41e Stage | Spectateurs : 9 833 Arbitrage : Michael Fabbri | Spectateurs : 9 833 Arbitrage : Michael Fabbri |
| 16 septembre 2021 18h45 CEST | Rapport           |         |                                 | Spectateurs : 9 833 Arbitrage : Michael Fabbri | Spectateurs : 9 833 Arbitrage : Michael Fabbri |

| 1re journée                  | Lincoln Red Imps | 0 - 2   | PAOK Salonique            | Victoria Stadium, Gibraltar              |                                          |
| 16 septembre 2021 18h45 CEST |                  | (0 - 1) | 45+2e Akpom · 56e Mitriță | Spectateurs : 668 Arbitrage : Rob Harvey | Spectateurs : 668 Arbitrage : Rob Harvey |
| 16 septembre 2021 18h45 CEST | Rapport          |         |                           | Spectateurs : 668 Arbitrage : Rob Harvey | Spectateurs : 668 Arbitrage : Rob Harvey |

| 2e journée                   | FC Copenhague                                         | 3 - 1   | Lincoln Red Imps | Parken Stadium, Copenhague                       |                                                  |
| 30 septembre 2021 21h00 CEST | R. Chipolina 4e (csc) · Wind 45+2e (pen.) · Stage 52e | (2 - 1) | 33e Rosa         | Spectateurs : 13 418 Arbitrage : Kateryna Monzul | Spectateurs : 13 418 Arbitrage : Kateryna Monzul |
| 30 septembre 2021 21h00 CEST | Rapport                                               |         |                  | Spectateurs : 13 418 Arbitrage : Kateryna Monzul | Spectateurs : 13 418 Arbitrage : Kateryna Monzul |

| 2e journée                   | PAOK Salonique | 1 - 1   | Slovan Bratislava | Stade de Toúmba, Thessalonique                |                                               |
| 30 septembre 2021 21h00 CEST | Akpom 9e       | (1 - 1) | 15e Green         | Spectateurs : 7 537 Arbitrage : João Pinheiro | Spectateurs : 7 537 Arbitrage : João Pinheiro |
| 30 septembre 2021 21h00 CEST | Rapport        |         |                   | Spectateurs : 7 537 Arbitrage : João Pinheiro | Spectateurs : 7 537 Arbitrage : João Pinheiro |

| 3e journée                 | FC Copenhague | 1 - 2   | PAOK Salonique             | Parken Stadium, Copenhague                       |                                                  |
| 21 octobre 2021 18h45 CEST | Biel 80e      | (0 - 2) | 19e Sidcley · 38e Živković | Spectateurs : 19 552 Arbitrage : Erik Lambrechts | Spectateurs : 19 552 Arbitrage : Erik Lambrechts |
| 21 octobre 2021 18h45 CEST | Rapport       |         |                            | Spectateurs : 19 552 Arbitrage : Erik Lambrechts | Spectateurs : 19 552 Arbitrage : Erik Lambrechts |

| 3e journée                 | Slovan Bratislava     | 2 - 0   | Lincoln Red Imps | Tehelné pole, Bratislava                                |                                                         |
| 21 octobre 2021 21h00 CEST | Green 46e · Henty 84e | (0 - 0) |                  | Spectateurs : 6 108 Arbitrage : Vilhjalmur Thórarinsson | Spectateurs : 6 108 Arbitrage : Vilhjalmur Thórarinsson |
| 21 octobre 2021 21h00 CEST | Rapport               |         |                  | Spectateurs : 6 108 Arbitrage : Vilhjalmur Thórarinsson | Spectateurs : 6 108 Arbitrage : Vilhjalmur Thórarinsson |

| 4e journée                | Lincoln Red Imps   | 1 - 4   | Slovan Bratislava                     | Victoria Stadium, Gibraltar                       |                                                   |
| 4 novembre 2021 18h45 CET | R. Chipolina 45+3e | (1 - 2) | 17e 25e Green · 67e Čavrić · 71e Mráz | Spectateurs : 553 Arbitrage : Kristoffer Karlsson | Spectateurs : 553 Arbitrage : Kristoffer Karlsson |
| 4 novembre 2021 18h45 CET | Rapport            |         |                                       | Spectateurs : 553 Arbitrage : Kristoffer Karlsson | Spectateurs : 553 Arbitrage : Kristoffer Karlsson |

| 4e journée                | PAOK Salonique | 1 - 2   | FC Copenhague           | Stade de Toúmba, Thessalonique                    |                                                   |
| 4 novembre 2021 21h00 CET | Živković 8e    | (1 - 1) | 34e Ankersen · 50e Biel | Spectateurs : 11 166 Arbitrage : Paweł Raczkowski | Spectateurs : 11 166 Arbitrage : Paweł Raczkowski |
| 4 novembre 2021 21h00 CET | Rapport        |         |                         | Spectateurs : 11 166 Arbitrage : Paweł Raczkowski | Spectateurs : 11 166 Arbitrage : Paweł Raczkowski |

| 5e journée                 | Slovan Bratislava | 0 - 0   | PAOK Salonique | Tehelné pole, Bratislava                    |                                             |
| 25 novembre 2021 18h45 CET |                   | (0 - 0) |                | Spectateurs : 200 Arbitrage : Dennis Higler | Spectateurs : 200 Arbitrage : Dennis Higler |
| 25 novembre 2021 18h45 CET | Rapport           |         |                | Spectateurs : 200 Arbitrage : Dennis Higler | Spectateurs : 200 Arbitrage : Dennis Higler |

| 5e journée                 | Lincoln Red Imps | 0 - 4   | FC Copenhague                                          | Victoria Stadium, Gibraltar                           |                                                       |
| 25 novembre 2021 18h45 CET |                  | (0 - 2) | 5e Jóhannesson · 7e Lerager · 63e Bøving · 73e Højlund | Spectateurs : 1 008 Arbitrage : Helgi Mikael Jónasson | Spectateurs : 1 008 Arbitrage : Helgi Mikael Jónasson |
| 25 novembre 2021 18h45 CET | Rapport          |         |                                                        | Spectateurs : 1 008 Arbitrage : Helgi Mikael Jónasson | Spectateurs : 1 008 Arbitrage : Helgi Mikael Jónasson |

| 6e journée                | PAOK Salonique            | 2 - 0   | Lincoln Red Imps | Stade de Toúmba, Thessalonique              |                                             |
| 9 décembre 2021 21h00 CET | Živković 17e · Schwab 55e | (1 - 0) |                  | Spectateurs : 4 648 Arbitrage : Rohit Saggi | Spectateurs : 4 648 Arbitrage : Rohit Saggi |
| 9 décembre 2021 21h00 CET | Rapport                   |         |                  | Spectateurs : 4 648 Arbitrage : Rohit Saggi | Spectateurs : 4 648 Arbitrage : Rohit Saggi |

| 6e journée                | FC Copenhague          | 2 - 0   | Slovan Bratislava | Parken Stadium, Copenhague                  |                                             |
| 9 décembre 2021 21h00 CET | Wind 30e · Højlund 53e | (1 - 0) |                   | Spectateurs : 13 021 Arbitrage : István Vad | Spectateurs : 13 021 Arbitrage : István Vad |
| 9 décembre 2021 21h00 CET | Rapport                |         |                   | Spectateurs : 13 021 Arbitrage : István Vad | Spectateurs : 13 021 Arbitrage : István Vad |

### Groupe G
| Rang | Équipe            | Pts | J | G | N | P | Bp | Bc | Diff |  | Résultats (▼ dom., ► ext.) |     |     |     |     |
| ---- | ----------------- | --- | - | - | - | - | -- | -- | ---- |  | -------------------------- | --- | --- | --- | --- |
| 1    | Stade rennais FC  | 14  | 6 | 4 | 2 | 0 | 13 | 7  | +6   |  | Stade rennais FC           |     | 3-3 | 2-2 | 1-0 |
| 2    | Vitesse Arnhem    | 10  | 6 | 3 | 1 | 2 | 12 | 9  | +3   |  | Vitesse Arnhem             | 1-2 |     | 1-0 | 3-1 |
| 3    | Tottenham Hotspur | 7   | 6 | 2 | 1 | 3 | 11 | 11 | 0    |  | Tottenham Hotspur          | 0-3 | 3-2 |     | 5-1 |
| 4    | NŠ Mura           | 3   | 6 | 1 | 0 | 5 | 5  | 14 | -9   |  | NŠ Mura                    | 1-2 | 0-2 | 2-1 |     |

| 1re journée                  | Stade rennais FC       | 2 - 2   | Tottenham Hotspur             | Roazhon Park, Rennes                           |                                                |
| 16 septembre 2021 18h45 CEST | Tait 23e · Laborde 72e | (1 - 1) | 11e (csc) Badé · 76e Højbjerg | Spectateurs : 21 671 Arbitrage : Halis Özkahya | Spectateurs : 21 671 Arbitrage : Halis Özkahya |
| 16 septembre 2021 18h45 CEST | Rapport                |         |                               | Spectateurs : 21 671 Arbitrage : Halis Özkahya | Spectateurs : 21 671 Arbitrage : Halis Özkahya |

| 1re journée                  | NŠ Mura | 0 - 2   | Vitesse Arnhem            | Stadion Ljudski vrt, Maribor                      |                                                   |
| 16 septembre 2021 18h45 CEST |         | (0 - 1) | 30e Tronstad · 69e Doekhi | Spectateurs : 3 300 Arbitrage : Mohammed Al-Hakim | Spectateurs : 3 300 Arbitrage : Mohammed Al-Hakim |
| 16 septembre 2021 18h45 CEST | Rapport |         |                           | Spectateurs : 3 300 Arbitrage : Mohammed Al-Hakim | Spectateurs : 3 300 Arbitrage : Mohammed Al-Hakim |

| 2e journée                   | Tottenham Hotspur                        | 5 - 1   | NŠ Mura  | Tottenham Hotspur Stadium, Londres          |                                             |
| 30 septembre 2021 21h00 CEST | Alli 4e · Lo Celso 8e · Kane 68e 76e 87e | (2 - 0) | 52e Kous | Spectateurs : 25 121 Arbitrage : Yigal Frid | Spectateurs : 25 121 Arbitrage : Yigal Frid |
| 30 septembre 2021 21h00 CEST | Rapport                                  |         |          | Spectateurs : 25 121 Arbitrage : Yigal Frid | Spectateurs : 25 121 Arbitrage : Yigal Frid |

| 2e journée                   | Vitesse Arnhem | 1 - 2   | Stade rennais FC                   | Gelredome, Arnhem                             |                                               |
| 30 septembre 2021 21h00 CEST | Wittek 30e     | (1 - 0) | 54e (pen.) Guirassy · 70e Sulemana | Spectateurs : 14 571 Arbitrage : Kevin Clancy | Spectateurs : 14 571 Arbitrage : Kevin Clancy |
| 30 septembre 2021 21h00 CEST | Rapport        |         |                                    | Spectateurs : 14 571 Arbitrage : Kevin Clancy | Spectateurs : 14 571 Arbitrage : Kevin Clancy |

| 3e journée                 | NŠ Mura    | 1 - 2   | Stade rennais FC                  | Stadion Ljudski vrt, Maribor                  |                                               |
| 21 octobre 2021 18h45 CEST | Lotrič 20e | (1 - 2) | 17e (pen.) Guirassy · 41e Laborde | Spectateurs : 3 500 Arbitrage : Volen Chinkov | Spectateurs : 3 500 Arbitrage : Volen Chinkov |
| 21 octobre 2021 18h45 CEST | Rapport    |         |                                   | Spectateurs : 3 500 Arbitrage : Volen Chinkov | Spectateurs : 3 500 Arbitrage : Volen Chinkov |

| 3e journée                 | Vitesse Arnhem | 1 - 0   | Tottenham Hotspur | Gelredome, Arnhem                            |                                              |
| 21 octobre 2021 18h45 CEST | Wittek 78e     | (0 - 0) |                   | Spectateurs : 23 931 Arbitrage : Harm Osmers | Spectateurs : 23 931 Arbitrage : Harm Osmers |
| 21 octobre 2021 18h45 CEST | Rapport        |         |                   | Spectateurs : 23 931 Arbitrage : Harm Osmers | Spectateurs : 23 931 Arbitrage : Harm Osmers |

| 4e journée                | Stade rennais FC | 1 - 0   | NŠ Mura | Roazhon Park, Rennes                           |                                                |
| 4 novembre 2021 21h00 CET | Badé 76e         | (0 - 0) |         | Spectateurs : 23 115 Arbitrage : Juri Frischer | Spectateurs : 23 115 Arbitrage : Juri Frischer |
| 4 novembre 2021 21h00 CET | Rapport          |         |         | Spectateurs : 23 115 Arbitrage : Juri Frischer | Spectateurs : 23 115 Arbitrage : Juri Frischer |

| 4e journée                | Tottenham Hotspur                         | 3 - 2   | Vitesse Arnhem           | Tottenham Hotspur Stadium, Londres              |                                                 |
| 4 novembre 2021 21h00 CET | Son 15e · Lucas 22e · Rasmussen 28e (csc) | (3 - 2) | 32e Rasmussen · 39e Bero | Spectateurs : 36 312 Arbitrage : Marco Di Bello | Spectateurs : 36 312 Arbitrage : Marco Di Bello |
| 4 novembre 2021 21h00 CET | Rapport                                   |         |                          | Spectateurs : 36 312 Arbitrage : Marco Di Bello | Spectateurs : 36 312 Arbitrage : Marco Di Bello |

| 5e journée                 | Stade rennais FC   | 3 - 3   | Vitesse Arnhem                         | Roazhon Park, Rennes                         |                                              |
| 25 novembre 2021 18h45 CET | Laborde 9e 39e 69e | (2 - 1) | 43e Huisman · 75e Buitink · 90e Openda | Spectateurs : 23 081 Arbitrage : Espen Eskås | Spectateurs : 23 081 Arbitrage : Espen Eskås |
| 25 novembre 2021 18h45 CET | Rapport            |         |                                        | Spectateurs : 23 081 Arbitrage : Espen Eskås | Spectateurs : 23 081 Arbitrage : Espen Eskås |

| 5e journée                 | NŠ Mura                   | 2 - 1   | Tottenham Hotspur | Stadion Ljudski vrt, Maribor                                   |                                                                |
| 25 novembre 2021 18h45 CET | Horvat 11e · Maroša 90+4e | (1 - 0) | 72e Kane          | Spectateurs : 6 100 Arbitrage : Antonio Emanuel Carvalho Nobre | Spectateurs : 6 100 Arbitrage : Antonio Emanuel Carvalho Nobre |
| 25 novembre 2021 18h45 CET | Rapport                   |         |                   | Spectateurs : 6 100 Arbitrage : Antonio Emanuel Carvalho Nobre | Spectateurs : 6 100 Arbitrage : Antonio Emanuel Carvalho Nobre |

| 6e journée                | Vitesse Arnhem                        | 3 - 1   | NŠ Mura    | Gelredome, Arnhem                       |                                         |
| 9 décembre 2021 21h00 CET | Buitink 4e · Openda 35e · Huisman 40e | (3 - 0) | 82e Maroša | Spectateurs : 0 Arbitrage : Filip Glova | Spectateurs : 0 Arbitrage : Filip Glova |
| 9 décembre 2021 21h00 CET | Rapport                               |         |            | Spectateurs : 0 Arbitrage : Filip Glova | Spectateurs : 0 Arbitrage : Filip Glova |

| 6e journée | Tottenham Hotspur | 0 - 3 (tapis vert) | Stade rennais FC |  |  |
|            |                   |                    |                  |  |  |
|            | Rapport           |                    |                  |  |  |

1. ↑  La rencontre de la sixième journée entre Tottenham Hotspur et le Stade rennais, initialement prévue le 9 décembre 2021 mais reportée en raison de trop nombreux cas de Covid-19 du côté des Spurs, est déclarée comme une défaite des Anglais sur tapis vert par l'UEFA le 20 décembre 2021[1]. Les Rennais se voient de ce fait attribuer la victoire sur le score de 3-0.

### Groupe H
| Rang | Équipe         | Pts | J | G | N | P | Bp | Bc | Diff |  | Résultats (▼ dom., ► ext.) |     |     |     |     |
| ---- | -------------- | --- | - | - | - | - | -- | -- | ---- |  | -------------------------- | --- | --- | --- | --- |
| 1    | FC Bâle        | 14  | 6 | 4 | 2 | 0 | 14 | 6  | +8   |  | FC Bâle                    |     | 3-0 | 3-1 | 4-2 |
| 2    | Qarabağ FK     | 11  | 6 | 3 | 2 | 1 | 10 | 8  | +2   |  | Qarabağ FK                 | 0-0 |     | 2-2 | 2-1 |
| 3    | Omónia Nicosie | 4   | 6 | 0 | 4 | 2 | 5  | 10 | -5   |  | Omónia Nicosie             | 1-1 | 1-4 |     | 0-0 |
| 4    | Kaïrat Almaty  | 2   | 6 | 0 | 2 | 4 | 6  | 11 | -5   |  | Kaïrat Almaty              | 2-3 | 1-2 | 0-0 |     |

| 1re journée                  | Kaïrat Almaty | 0 - 0   | Omónia Nicosie | Stade central, Almaty                        |                                              |
| 16 septembre 2021 16h30 CEST |               | (0 - 0) |                | Spectateurs : 7 038 Arbitrage : Serhiy Boyko | Spectateurs : 7 038 Arbitrage : Serhiy Boyko |
| 16 septembre 2021 16h30 CEST | Rapport       |         |                | Spectateurs : 7 038 Arbitrage : Serhiy Boyko | Spectateurs : 7 038 Arbitrage : Serhiy Boyko |

| 1re journée                  | Qarabağ FK | 0 - 0   | FC Bâle | Stade Tofiq-Béhramov, Bakou                      |                                                  |
| 16 septembre 2021 18h45 CEST |            | (0 - 0) |         | Spectateurs : 17 586 Arbitrage : Erik Lambrechts | Spectateurs : 17 586 Arbitrage : Erik Lambrechts |
| 16 septembre 2021 18h45 CEST | Rapport    |         |         | Spectateurs : 17 586 Arbitrage : Erik Lambrechts | Spectateurs : 17 586 Arbitrage : Erik Lambrechts |

| 2e journée                   | FC Bâle                               | 4 - 2   | Kaïrat Almaty                | Parc Saint-Jacques, Bâle                       |                                                |
| 30 septembre 2021 21h00 CEST | Arthur 15e · Lang 21e 40e · Ndoye 49e | (3 - 0) | 65e Kanté · 69e (pen.) Alves | Spectateurs : 8 712 Arbitrage : Stuart Attwell | Spectateurs : 8 712 Arbitrage : Stuart Attwell |
| 30 septembre 2021 21h00 CEST | Rapport                               |         |                              | Spectateurs : 8 712 Arbitrage : Stuart Attwell | Spectateurs : 8 712 Arbitrage : Stuart Attwell |

| 2e journée                   | Omónia Nicosie | 1 - 4   | Qarabağ FK                                           | Stade GSP, Nicosie                           |                                              |
| 30 septembre 2021 21h00 CEST | Lecjaks 40e    | (1 - 0) | 52e 90+4e Kady · 73e Sheydayev · 79e (pen.) Medvedev | Spectateurs : 8 345 Arbitrage : Bobby Madden | Spectateurs : 8 345 Arbitrage : Bobby Madden |
| 30 septembre 2021 21h00 CEST | Rapport        |         |                                                      | Spectateurs : 8 345 Arbitrage : Bobby Madden | Spectateurs : 8 345 Arbitrage : Bobby Madden |

| 3e journée                 | Qarabağ FK                     | 2 - 1   | Kaïrat Almaty    | Stade Tofiq-Béhramov, Bakou                          |                                                      |
| 21 octobre 2021 18h45 CEST | Sheydayev 79e · Huseynov 90+1e | (0 - 1) | 19e (pen.) Kanté | Spectateurs : 17 252 Arbitrage : Yevhenii Aranovskiy | Spectateurs : 17 252 Arbitrage : Yevhenii Aranovskiy |
| 21 octobre 2021 18h45 CEST | Rapport                        |         |                  | Spectateurs : 17 252 Arbitrage : Yevhenii Aranovskiy | Spectateurs : 17 252 Arbitrage : Yevhenii Aranovskiy |

| 3e journée                 | FC Bâle                                      | 3 - 1   | Omónia Nicosie   | Parc Saint-Jacques, Bâle                            |                                                     |
| 21 octobre 2021 21h00 CEST | Millar 19e · Arhur 41e (pen.) · Zhegrova 88e | (2 - 1) | 27e (pen.) Gómez | Spectateurs : 10 056 Arbitrage : Stéphanie Frappart | Spectateurs : 10 056 Arbitrage : Stéphanie Frappart |
| 21 octobre 2021 21h00 CEST | Rapport                                      |         |                  | Spectateurs : 10 056 Arbitrage : Stéphanie Frappart | Spectateurs : 10 056 Arbitrage : Stéphanie Frappart |

| 4e journée                | Kaïrat Almaty | 1 - 2   | Qarabağ FK             | Stade central, Almaty                           |                                                 |
| 4 novembre 2021 16h30 CET | Kanté 68e     | (0 - 0) | 58e Wadji · 72e Zoubir | Spectateurs : 2 638 Arbitrage : Dumitri Muntean | Spectateurs : 2 638 Arbitrage : Dumitri Muntean |
| 4 novembre 2021 16h30 CET | Rapport       |         |                        | Spectateurs : 2 638 Arbitrage : Dumitri Muntean | Spectateurs : 2 638 Arbitrage : Dumitri Muntean |

| 4e journée                | Omónia Nicosie | 1 - 1   | FC Bâle    | Stade GSP, Nicosie                             |                                                |
| 4 novembre 2021 18h45 CET | Kakoullís 17e  | (1 - 0) | 57e Millar | Spectateurs : 4 597 Arbitrage : Vitali Meshkov | Spectateurs : 4 597 Arbitrage : Vitali Meshkov |
| 4 novembre 2021 18h45 CET | Rapport        |         |            | Spectateurs : 4 597 Arbitrage : Vitali Meshkov | Spectateurs : 4 597 Arbitrage : Vitali Meshkov |

| 5e journée                 | Kaïrat Almaty               | 2 - 3   | FC Bâle                                       | Stade central, Almaty                               |                                                     |
| 25 novembre 2021 16h30 CET | Love 23e · Hovhannisyan 56e | (1 - 1) | 45e (pen.) Arthur · 69e Zhegrova · 73e Kasami | Spectateurs : 4 159 Arbitrage : Goga Kikacheishvili | Spectateurs : 4 159 Arbitrage : Goga Kikacheishvili |
| 25 novembre 2021 16h30 CET | Rapport                     |         |                                               | Spectateurs : 4 159 Arbitrage : Goga Kikacheishvili | Spectateurs : 4 159 Arbitrage : Goga Kikacheishvili |

| 5e journée                 | Qarabağ FK                      | 2 - 2   | Omónia Nicosie               | Stade Tofiq-Béhramov, Bakou                   |                                               |
| 25 novembre 2021 18h45 CET | Psaltis 49e (csc) · Andrade 88e | (0 - 1) | 43e (pen.) Ďuriš · 90e Gómez | Spectateurs : 17 231 Arbitrage : Morten Krogh | Spectateurs : 17 231 Arbitrage : Morten Krogh |
| 25 novembre 2021 18h45 CET | Rapport                         |         |                              | Spectateurs : 17 231 Arbitrage : Morten Krogh | Spectateurs : 17 231 Arbitrage : Morten Krogh |

| 6e journée                | FC Bâle                     | 3 - 0   | Qarabağ FK | Parc Saint-Jacques, Bâle                    |                                             |
| 9 décembre 2021 21h00 CET | Arthur 33e 74e · Kasami 62e | (1 - 0) |            | Spectateurs : 10 059 Arbitrage : Fran Jović | Spectateurs : 10 059 Arbitrage : Fran Jović |
| 9 décembre 2021 21h00 CET | Rapport                     |         |            | Spectateurs : 10 059 Arbitrage : Fran Jović | Spectateurs : 10 059 Arbitrage : Fran Jović |

| 6e journée                | Omónia Nicosie | 0 - 0   | Kaïrat Almaty | Stade GSP, Nicosie                        |                                           |
| 9 décembre 2021 21h00 CET |                | (0 - 0) |               | Spectateurs : 3 239 Arbitrage : Genc Nuza | Spectateurs : 3 239 Arbitrage : Genc Nuza |
| 9 décembre 2021 21h00 CET | Rapport        |         |               | Spectateurs : 3 239 Arbitrage : Genc Nuza | Spectateurs : 3 239 Arbitrage : Genc Nuza |